# カンポン
カンポン（マレー語: kampung）とは、ブルネイ、インドネシア、マレーシア、シンガポールにおいて伝統的な村落を指す語であり、カンボジアでは「船着き場」を意味する。もともとは特に先住民族の伝統的集落を指す言葉である。この語はまた、ブルネイ、インドネシア、マレーシア、シンガポール、カンボジア、スリランカ、クリスマス島などの都市部におけるスラムや、都市の中に囲い込まれた居住区や近隣地域を指す場合にも使われてきた。伝統的なカンポンの村落構造や建築様式は、都市計画家やモダニストたちによって再編や近代化の対象とされており、現代の建築家たちによっても様々なプロジェクトに応用されている。
英語における「compound」という語が町中の住宅地を指す場合、その語源はマレー語のカンポンに由来すると考えられている

## 語源
「Kampung」または「kampong」という語は、マレー語に由来し、現代英語では一般的に「village（村）」と訳される。

## ブルネイ
ブルネイにおいて、「kampung」という語は、地区（マレー語: daerah）および郡（マレー語: mukim）に次ぐ第3階層、かつ最下層の行政区画を指す。一部のカンポンは、文化人類学的な意味での「村（village）」として、社会的・共同体的な性格を持つ集落であるが、他は単に国勢調査や行政上の便宜のために設定された区分にすぎない場合もある。また、バンダルスリブガワン首都圏やその周辺の都市に編入され、都市区域の一部となっているカンポンも存在する。
カンポン（kampong）は、一般的に「ketua kampung（村長）」によって統率されている。インフラ面では、通常、小学校やバライ・ラヤ（balai raya）あるいはデワン・クマシャラカタン（dewan kemasyarakatan）と呼ばれるコミュニティセンターに相当する施設を備えている。また、多くのカンポンでは住民の大多数がイスラム教徒であるため、各カンポンには金曜礼拝（Jumu’ah）のためのモスクがあり、イスラム教徒の児童に義務づけられている初等レベルの宗教教育を行う学校も併設されている。
「Kampong」と「kampung」の両方の綴りはいずれも正しいとされており、書面上や公式の地名においても両方が一般的に使用されている。たとえば、ツトン地区にある村「Keriam」は、測量局（Survey Department）では「Kampung Keriam」と表記されている一方で、郵政局（Postal Services Department）では「Kampong Keriam」とされている。

## カンボジア
カンボジアでは、「Kampong（កំពង់）」という語は、川や湖の岸辺にあり、小型の私有ボートを停泊させる場所を指す。また、商業用あるいは旅客用のフェリーや船舶の発着場を指す場合にも使われる。たとえば、ニアック・ルアン（Neak Loeung）のフェリードック（កំពង់ចម្លងអ្នកលឿង）や、アクレイ・クサット（Akreiy Ksatr）のフェリードック（កំពង់ចម្លងអរិយក្សត្រ）などがその例である。
「Kampong」という語は、カンボジアにおいておそらく数千年にわたり広く使用されてきており、州、地区、コミューン、村といった地名に用いられている。例えば、カンポット州（Kampong Som：ក្រុងកំពង់សោម、現在のシアヌークビル）、コンポンチャム州（Kampong Cham：ខេត្តកំពង់ចាម）、コンポントム州（Kampong Thom：ខេត្តកំពង់ធំ）、コンポンチュナン州（Kampong Chhnang：ខេត្តកំពង់ឆ្នាំង）、コンポンスプー州（Kampong Speu：ខេត្តកំពង់ស្ពឺ）；コンポントラッチ郡（Kampong Trach：ស្រុកកំពង់ត្រាច）、コンポントロラッチ郡（Kampong Trolach：ស្រុកកំពង់ត្រឡាច）、コンポンシエム郡（Kampong Siem：ស្រុកកំពង់សៀម）；コンポンクレアン・コミューン（Kampong Khleang：ឃុំកំពង់ឃ្លាំង）、コンポンクデイ・コミューン（Kampong Kdei：ឃុំកំពង់ក្តី）；コンポンプラサット村（Kampong Prasat：ភូមិកំពង់ប្រាសាទ）、コンポンクラベイ村（Kampong Krabei：ភូមិកំពង់ក្របី）、コンポンウー村（Kampong Our：ភូមិកំពង់អ៊ួរ）などが挙げられる（出典：Page 37, Chun Nat, Dictionnaire Cambodgien, Institut Bouddhique, Phnom Penh, 1967）。
上記の例に基づけば、クメール語における「Kampong」の意味は、「人々が到着後に自らの地と名づけた、あるいはその後共同体を形成した川や湖の近くに位置する場所または地域」と定義することも可能である。

## インドネシア

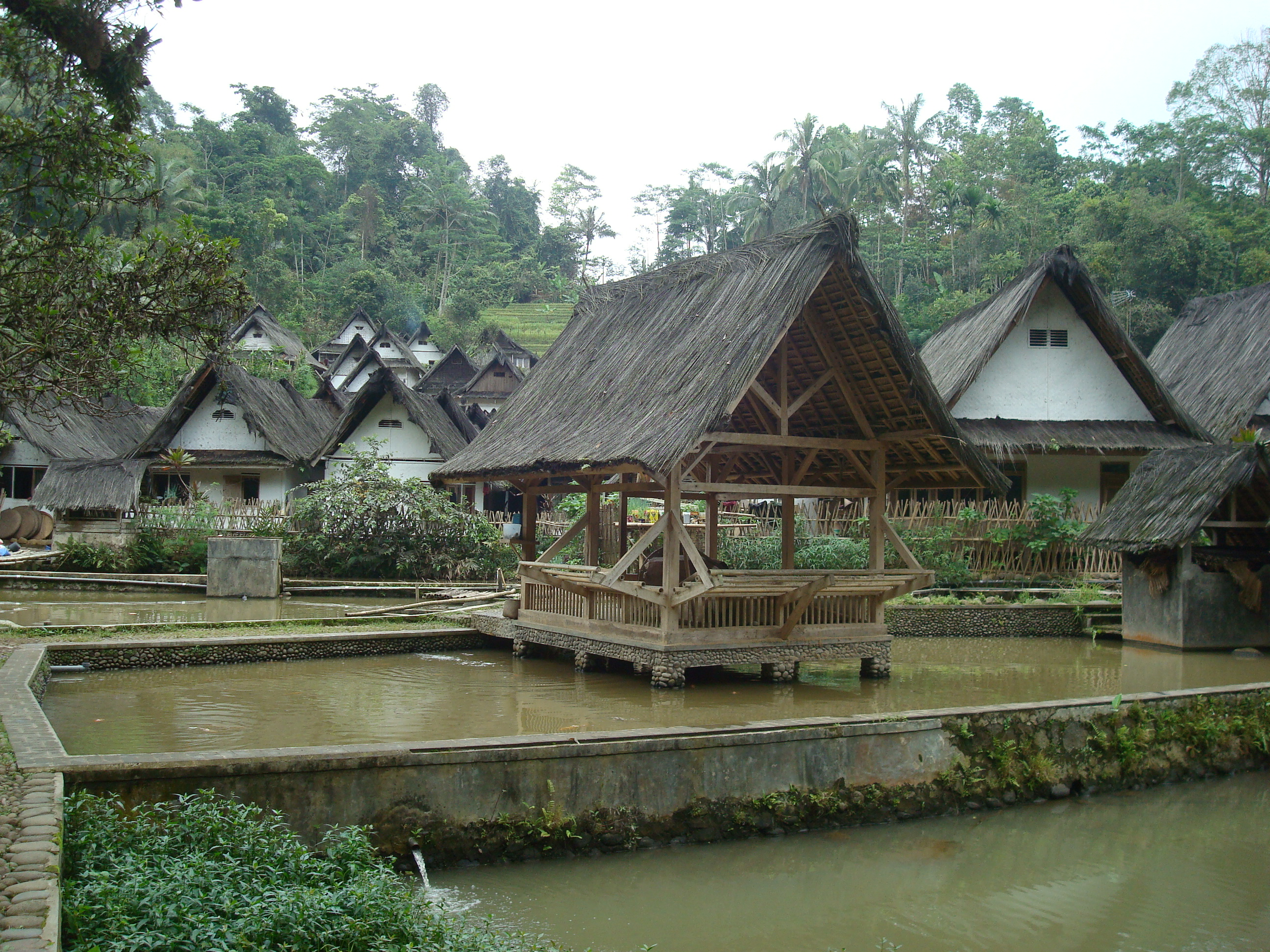
インドネシア・西ジャワ州にあるスンダ族の伝統的な村「カンポン・ナガ（Kampung Naga）」に残る、伝統的な住居や池に面した高床建物の東屋

インドネシアにおいて、「カンポン（kampung）」は一般的に小集落を指し、インドネシア語の「コタ（kota、都市）」とは対照的な存在とされている。しかし、多くのインドネシアの都市や町は、もともとは複数のカンポンの集まりとして形成されたものである。カンポンには4つの類型がある。それは、人口密度が極めて高く、1平方キロメートルあたり10万人が居住する「都市中心部のカンポン（inner city kampung）」、1平方キロメートルあたり2万人から4万人が居住する「都市中間部のカンポン（mid-city kampung）」、人口密度が非常に低い「農村型カンポン（rural kampung）」、そして大都市圏に点在する「スクウォッター型カンポン（squatter kampung）」である。
カンポンはまた、特定の民族コミュニティの集落や居住区（compound）を指すことが多く、やがてそれが地名として定着するようになった。たとえば、東ジャカルタのカンポン・ムラユ（Kampung Melayu、マレー人の村）地区、カンポン・ブギス（Kampung Bugis、ブギス族の村）、カンポン・チナ（Kampung Cina、またはペチナンPecinanとも呼ばれる華人の村。チャイナタウンに相当）、カンポン・アンボン（Kampung Ambon、アンボン族の村）、カンポン・ジャワ（Kampung Jawa、ジャワ人の村）、カンポン・アラブ（Kampung Arab、アラブ人の村）などがその例である。
スマトラ島およびその周辺の島々では、先住民族がそれぞれ独自の建築様式や建物の特徴を持っており、カンポン内にはロングハウスや米の貯蔵庫などが見られる。マレー系、カロ族、バタック族、トバ族、ミナンカバウ族などの諸民族は、共同住宅や多層構造の建物を建てる伝統を有している。
インドネシアにおいて「カンポン」という語は、産業拠点型の村落を指す場合もある。たとえば、東ジャワ州ブリタールにあるカンポン・チョクラット（Kampung Coklat、チョコレート村）は、地元のカカオ農家が生産するチョコレート製品（板チョコ、キャンディー、パウダー、チョコレート入りコーヒー、カカオバターなど）を主に製造・販売している。また、全国各地に点在するカンポン・セニ（Kampung Seni、「工芸村」）では、地元の職人が工芸品を制作・販売しており、カンポン・バティック（Kampung Batik、「バティック村」）では、主にバティックの生産・販売が行われ、バティック制作の講座や訓練も提供されている。2009年には、中部ジャワ州ペカロンガンのバティック博物館などの公的機関と連携したいくつかのカンポン・バティックが、ユネスコの「無形文化遺産の優良保護実践リスト（Register of Good Safeguarding Practices List）」に登録された「インドネシア・バティックの初等・中等・職業・専門学校向け教育・訓練活動」の一環として、人類の口承及び無形遺産の傑作の一部と認定された。さらに、インドネシアのカンポンは国際的な観光客も惹きつけており、バリ島のカンポン・パンリプラン（Kampung Panglipuran）は、2016年に世界で最も清潔な村のひとつとして表彰された。

## マレーシア

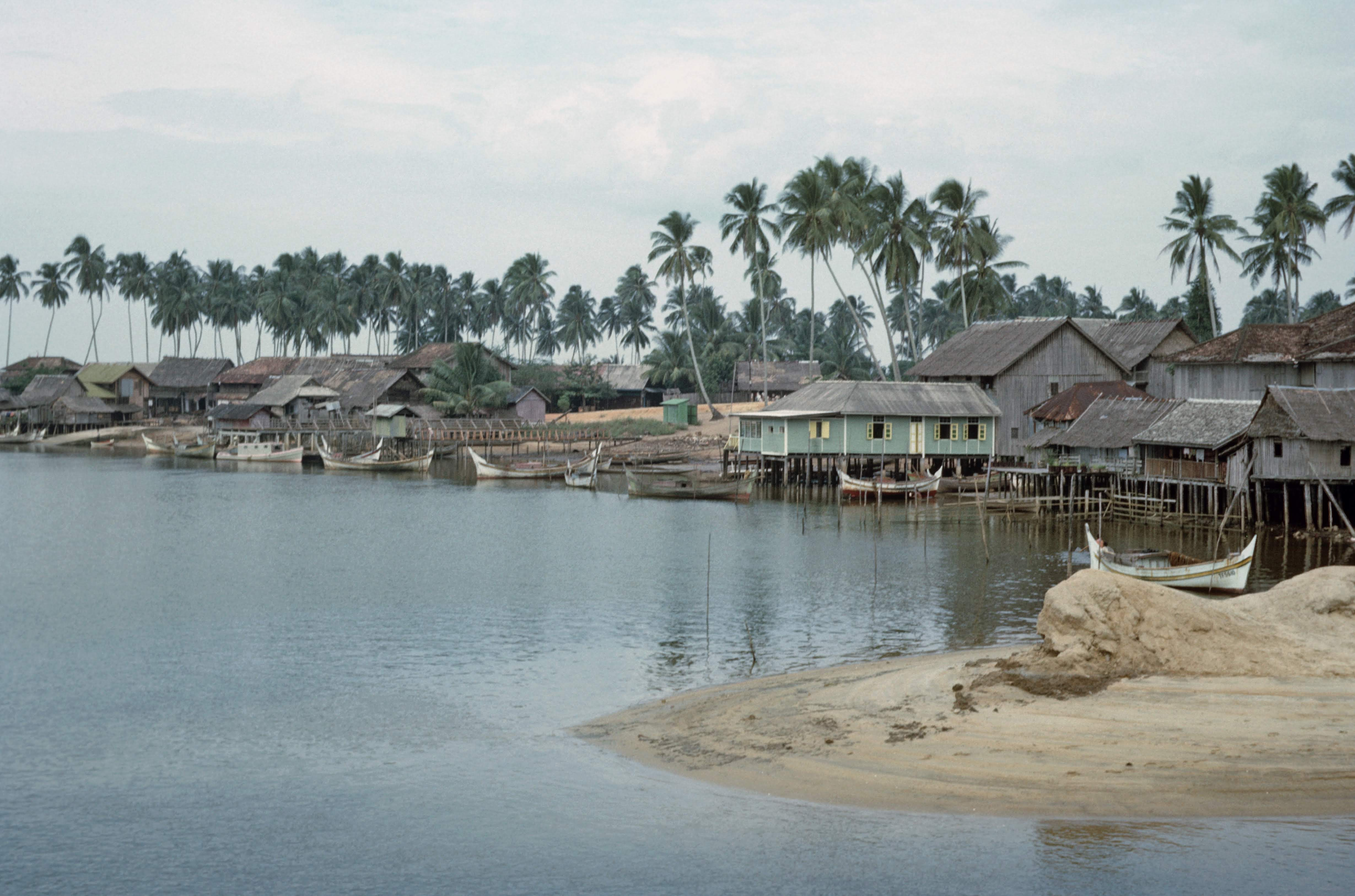
クアンタンからドゥンガンへ向かう道中に見られた川沿いのカンポン（1964年）

マレーシアにおいて、「カンポン（kampung）」は人口1万人以下の地域と定義されている。歴史的に、すべてのマレー人の村はパンフル（penghulu、村長）の指導の下で運営されてきた。パンフルは、村内における民事問題を取り扱う権限を有しており（詳細は「マレーシアの裁判制度」を参照）、村の行政と秩序維持において重要な役割を果たしている。
マレー系のカンポンには、通常モスクまたはスラウ（surau、小規模な礼拝所）、水田や果樹園、そして高床建物の木造マレー家屋が見られる。モスクの近くには墓地が併設されていることも一般的である。村人がカンポン間を行き来するための道路は、舗装されていない土道が舗装道路よりも一般的である。
イギリス植民地政府は、「カンポン・バル（Kampung Baru、新村）」計画を開始し、マレー人を都市生活へと誘導しようとした。マレーシアで長期にわたって首相を務めたマハティール・モハマドは、1970年の著書『マレー人のジレンマ（The Malay Dilemma）』の中で都市生活を称賛し、カンポンの村落生活を後進的な伝統主義と結びつけて論じた。マハティールはまた、「カンポン・セティンガン（kampung setinggan、スクウォッター集落）」を撤去し、住民のために新しい建物を建設させた。

## シンガポール
伝統的なマレー系のカンポンは、シンガポールにも存在している。ただし現在では、その数はごくわずかであり、主にプラウ・ウビン（Pulau Ubin）などシンガポール周辺の島々に限られている。かつてはシンガポール本島にも多くのカンポンが存在していたが、開発や都市計画の進行により次第に姿を消していった。カンポンに付属していた旧モスクの一部は、現在も現存している。また、カンポン・グラム（Kampong Glam）の再開発計画は、文化遺産保護の観点から物議を醸してきた。シンガポールには現在もカンポン・ブアンコック（Kampong Buangkok）が残されており、これは映画『The Last Kampong』にも登場することで知られている。